# 477. pehotni polk (Wehrmacht)
Za druge 477. polke glejte 477. polk.
477. pehotni polk (izvirno nemško Infanterie-Regiment 477) je bil eden izmed pehotnih polkov v sestavi redne nemške kopenske vojske med drugo svetovno vojno.

## Zgodovina
Polk je bil ustanovljen 26. avgusta 1939 kot polk 4. vala v WK III iz nadomestnih bataljonov: I. in II. 68. ter I. 9. pehotnega polka; polk je bil dodeljen 257. pehotni diviziji. 
4. oktobra 1940 je bil III. bataljon izvzet iz sestave in dodeljen 415. pehotnemu polku.
15. oktobra 1942 je bil polk preimenovan v 477. grenadirski polk.